# ماتیاس بریتوس
ماتیاس بریتوس (انگلیسی: Matías Britos؛ زادهٔ ۲۶ نوامبر ۱۹۸۸) بازیکن فوتبال اهل اروگوئه است.
از باشگاه‌هایی که در آن بازی کرده‌است می‌توان به باشگاه ورزشی دفنسور و تیم ملی فوتبال اروگوئه اشاره کرد.
وی همچنین در تیم ملی فوتبال Uruguay U-22 بازی کرده‌است.